# Кондратьев, Александр Владимирович (игрок в мини-футбол)
Александр Владимирович Кондра́тьев (9 сентября 1981, СССР) — российский футболист, игрок в мини-футбол, вратарь. Сыграл один матч за сборную России по мини-футболу.

## Биография
Воспитанник петербургского футбола (спортклуб «Кировец»). На старте карьеры выступал за любительские футбольные и мини-футбольные клубы города, такие как «Алые паруса» и «Источник», а также «Луки-СКИФ» (г. Великие Луки). В профессиональный мини-футбол вошёл с петербургским клубом «СТАФ-Альянс» (переименованным позже в «Динамо СПб»). Вначале пробился с ним в Высшую лигу, а затем и в Суперлигу.
После того как «Динамо» прекратило существование, он получил приглашение от клуба «ВИЗ-Синара», одного из лидеров российского мини-футбола. В Екатеринбурге пробыл полтора сезона. Хотя являлся сменщиком Сергея Зуева, стал двукратным чемпионом России.
В январе 2009 года был вызван в сборную России по мини-футболу. Вышел в концовке товарищеского матча со сборной Венгрии.
В 2010 году вернулся в Санкт-Петербург, став игроком «Политеха». В августе 2015 года контракт был расторгнут.
С сезона 2019/20 — тренер вратарей женского мини-футбольного клуба «Аврора» Санкт-Петербург.

## Достижения
- Чемпион России по мини-футболу (2): 2009, 2010